# Lætitia Dosch
Lætitia Dosch (født 1. september 1980 i Paris, Frankrig) er en fransk-schweizisk instruktør, dramatiker og skuespillerinde. Hun har blandt andet medvirket i filmene Age of Panic, Summertime, Keeper og Montparnasse Bienvenue, hvoraf sidstnævnte vandt Cannes-festivalens debutantpris, Camera d'Or, i 2017.